# (134860) 2000 OJ67
2000 أو جاي 67 (ويعرف أيضًا باسم (134860) 2000 أو جاي 67 وفق تسمية الكوكب الصغير) (بالإنجليزية: 2000 OJ67)‏ هو كويكب ضمن حزام الكويكبات؛ وترتيبه 134860 من حيث الاكتشاف.
اكتُشف هذا الجُرم الفلكي بواسطة سوزان دي. كيرن ‏ في 29 يوليو 2000.

## وصلات خارجية
- (134860) 2000 OJ67 في قاعدة بيانات مختبر الدفع النفاث لأجرام النظام الشمسي الصغيرة

- الاكتشاف · مخطط المدار ·  العناصر المدارية · المعلمات المادية

- (134860) 2000 OJ67 على موقع ويكي سكاي: DSS2, SDSS, GALEX, IRAS, Hydrogen α, X-Ray, Astrophoto, Sky Map, Articles and images